# Ötztaler Urkund
Ötztaler Urkund – szczyt w Alpach Ötztalskich, części Centralnych Alp Wschodnich. Leży w Austrii w kraju związkowym Tyrol. Jest to ósmy co do wysokości szczyt Alp Ötztalskich. Od wschodu szczyt przykrywa lodowiec Rofenkarferner.
Szczyt można zdobyć drogami ze schroniska Breslauer Hütte (2844 m).